# Eleftheria terrae
„Eleftheria terrae“ ist eine 2015 entdeckte Spezies (Art) gramnegativer Betaproteobakterien in der Ordnung Burkholderiales.
E. terrae produziert ein zuvor unbekanntes Antibiotikum namens Teixobactin. Die Entdeckung von dieser Species könnte ein neues Zeitalter der Antibiotika einläuten, da Teixobactin das erste neue Antibiotikum ist, das seit den 1980er Jahren entdeckt wurde.
Frühere Forschungen haben gezeigt, dass auch andere nicht kultivierbare Bakterien genauso wie E. terrae ein Potenzial für die Entwicklung neuer antimikrobieller Wirkstoffe haben.
Mit Stand 27. November 2023 liegt noch keine gültige Veröffentlichung der Spezies oder ihrer Gattung vor.

## Entdeckung
Im Jahr 2015 waren schätzungsweise 99 % der Bakterienarten mit herkömmlichen Methoden nicht kultivierbar.
Sie gehören daher zu der von den Wissenschaftlern so genannten „mikrobiellen dunklen Materie“, die nur mit neuen wissenschaftlichen Methoden kultiviert werden können.
Eine solche Bakterienart ist  Eleftheria terrae.
Ein Team von Novobiotic Pharmaceuticals unter der Leitung von Losee L. Ling entdeckte E. terrae im Herbst 2014 auf einem Feld in Maine und isolierte die Spezies (Referenzstamm ISO18629) mit Hilfe einer Technik, die an der Northeastern University entwickelt wurde und als iChip oder isolation chip bezeichnet wird.
Der iChip ist ein kleiner Plastikblock, der von knapp 200 Löchern durchzogen ist.
Die Löcher werden mit einem Nährmedium gefüllt, das dann mit der Bodenprobe geimpft wird, aber so verdünnt, dass sich in jedem Loch nur ein Bakterium befindet.
Nach dem Einbringen der Bakterien in die Löcher wird der iChip auf beiden Seiten mit einer halbdurchlässigen (semipermeablen) Membran abgedeckt und in eine Kiste mit der ursprünglichen Erde gelegt.
Die Membranen lassen Nährstoffe und Wachstumsfaktoren aus dem Boden eindringen.
Auf diese Weise ist das Wachstum jeweils nur einer Spezies möglich.
Ling et al. untersuchten so etwa 10.000 iChip-Wachstumsisolate auf mögliche antimikrobielle Aktivität. Auf diese Weise stießen sie auf einen vielversprechenden Kandidaten, der später E. terrae genannt wurde (Referenzstamm P9846-PB).
Diese Technologie hat das Potenzial, noch mehr Antibiotika zu entdecken, da sie es Laboren ermöglicht, bisher „unkultivierbare“ Mikroorganismen zu züchten.
Die Unterart E. terrae subspecies carolina (Referenzstamm/Wildtyp P9846) wurde, wie von Rhythm Shukla et al. 2023 berichtet, aus einer Bodenprobe im US-Bundesstaat North Carolina ebenfalls mit Hilfe von iChip isoliert.

## Beschreibung
E. terrae ist eine Spezies gramnegativer Bakterien, sie mehrere zur Zeit ihrer Entdeckung neue Antibiotika produzieren, darunter Teixobactin und – im Fall der Unterart E. t. ssp. carolina auch Clovibactin (alias Novo29).
Diese Bakterien wachsen und entfalten ihre antibakterielle Aktivität unter vielen verschiedenen Wachstumsbedingungen, optimal in einer sog. R4-Fermentationsbrühe. Diese R4-Fermentationsbrühe besteht aus 10 g Glukose, 1 g Hefeextrakt, 0,1 g Casaminosäuren, 3 g Prolin, 10 g MgCl2-6H2O, 4 g CaCl2-2H2O, 0,2 g K2SO4 und 5,6 g TES-Puffer pro Liter deionisiertem Wasser bei einem pH-Wert von 7.
Der Stoffwechsel und die Ökologie von E. terrae sind derzeit (Stand 2015) noch nicht umfassend dokumentiert.

## Phylogenie
E. terrae gehört zur Klasse der Betaproteobakterien.
Nach der Sequenzierung des Genoms dieses Organismus wurde anhand der Sequenz des 16S-rRNA-Gens und der DNA-DNA-Hybridisierung durch Computeranalyse festgestellt, dass E. terrae zu einer bisher unbekannten Gattung gehört, die in ihrer genetischen Zusammensetzung der Gattung Aquabacterium nahe steht.
Bis zur Entdeckung von E. terrae war nicht bekannt, dass Organismen dem Umfeld der Gattung Aquabacterium (informell „Aquabakterien“, engl. "Aquabacteria") Antibiotika produzieren.

## Genom
Losee L. Ling und ihr Team sequenzierten 2015 das Genom von E. terrae und schätzten seine Länge auf 6,6 Mbp (Megabasenpaare). Nachdem der Genomentwurf zusammengesetzt war, wurde er auf Sequenzen untersucht, die eng mit den damals bekannten Adenylierung-Domänen verwandt sind. Contigs, die für Teixobactin-Biosynthesewege kodieren, wurden manuell bearbeitet und in eine Reihenfolge gebracht. Dies ermöglichte die Kombination anderer Contigs, die separat assembliert worden waren. Lücken, die im Genom verblieben, wurden mit Brückenfragmenten gefüllt, die durch PCR und Sanger-Sequenzierung entwickelt worden waren. Die Lücken wurden mit denselben Primern geschlossen, die bei der Amplifikation verwendet wurden.

## Antibiotikaproduktion

### Teixobactin
Die Produktion von Teixobactin durch E. terrae ist deshalb interessant, weil Tests gezeigt haben, dass Teixobactin anders bindet als die meisten normalerweise verwendeten Antibiotika. Dies erschwert es den angegriffenen (pathogenen) Bakterien, eine Resistenz zu entwickeln. Experimente von Ling et al. zeigten, dass Teixobactin in der Lage ist, an Lipidvorläufer von Peptidoglycan (alias Murein) zu binden, das einen Teil der bakteriellen Zellwände bildet.
Die Ergebnisse zeigten bei den untersuchten bakteriellen Organismen keine Resistenz gegen Teixobactin, einschließlich Staphylococcus aureus und des Tuberkulose-Erregers Mycobacterium tuberculosis. Das deutet darauf hin, dass das Ziel von Teixobactin kein Protein ist und führt zu der Annahme, dass die Entwicklung einer bakteriellen Resistenz gegen Teixobactin sehr viel weniger wahrscheinlich ist.
Diese Experimente zeigten auch, dass Teixobactin einem ähnlichen Wirkmechanismus folgt wie das Antibiotikum Vancomycin, das an das Lipid-II-Molekül in den Peptidoglykan-Vorstufen bindet.
Im Gegensatz zu Vancomycin ist Teixobactin in der Lage, auch an modifizierte Lipid-II-Moleküle zu binden, die in Vancomycin-resistenten Bakterien vorkommen.

Nach Lings Tests ist Teixobactin in der Lage, die Peptidoglykan-Synthese zu hemmen, indem es entweder an Lipid I, Lipid II oder Undecaprenyl-Pyrophosphat bindet. Teixobactin scheint auch spezifisch an der Peptidoglykan-Vorstufe beteiligt zu sein.
Teixobactin scheint auch spezifisch auf Peptidoglycan-Vorläufer einzuwirken, anstatt Enzymaktivität zu blockieren.

### Clovibactin
Clovibactin (alias Novo29) hat offenbar ebenfalls einen ungewöhnlichen Tötungsmechanismus; es zielt gleich auf drei verschiedene Vorläufermoleküle des Peptidoglykans ab. Es umschließt dabei Pyrophosphatgruppen wie ein Käfig – von dieser Eigenschaft ist auch der Name entlehnt, denn altgriechisch κλουβί klouvi bedeutet ‚Käfig‘.
Auch Clovibactin bindet nur an das den Zellwandvorläufern gemeinsame unveränderliche Pyrophosphat, ignoriert aber den variablen Zucker-Peptid-Teil der Ziele.
Nach der Bindung der Zielmoleküle setzt sich Clovibactin zu großen und sehr stabilen Fibrillen auf der Oberfläche der Bakterienmembranen auf. Diese Fibrillen sorgen dafür, dass die Zielmoleküle so lange eingeschlossen bleiben, wie es für die Abtötung der Bakterien nötig ist.
Außerdem werden die Zielbakterien nach Kontakt mit Clovibactin dazu angeregt Autolysine freizusetzen, die dann unkontrolliert die eigene Zellwand auflösen.
Clovibactin wirkt auf diese Weise gegen ein breites Spektrum von bakteriellen Pathogene, darunter ebenfalls Staphylococcus aureus (getestet an Mäusen) wie etwa die gefürchteten MRSA, sowie gegen Tuberkulose-Erreger. Da Clovibactin an hochkonservierten Teilen der Moleküle angreift, glaubt man, dass die Krankheitserreger nur schwer Resistenzen bilden können. Clovibactin schädigt dabei selektiv Bakterienzellen, ist aber nicht toxisch für menschliche Zellen.

## Etymologie
Der Gattungsname Eleftheria ist die neulateinische Form des (alt-)griechischen weiblichen Vornamens Ελευθερία ‚die Freie‘, bzw. ‚Freiheit‘ (der weiblichen Form zu Eleftherios).
Das Art-Epitheton terrae ist der Genitiv von lateinisch terra ‚Erde‘, bedeutet also so viel wie ‚von/aus der Erde‘.
Der Unterartzusatz carolina verweist auf den Fundort North Carolina, USA.